# Казальночето
Казальночето (итал. Casalnoceto) — коммуна в Италии, располагается в регионе Пьемонт, в провинции Алессандрия.
Население составляет 907 человек (2008 г.), плотность населения составляет 70 чел./км². Занимает площадь 13 км². Почтовый индекс — 15052. Телефонный код — 0131.
В коммуне 15 августа особо празднуется Успение Пресвятой Богородицы. Покровителем коммуны почитается святой Рох.

## Демография
Динамика населения:

## Администрация коммуны
- Официальный сайт: http://www.comune.casalnoceto.al.it